# إنزيم اصطناعي

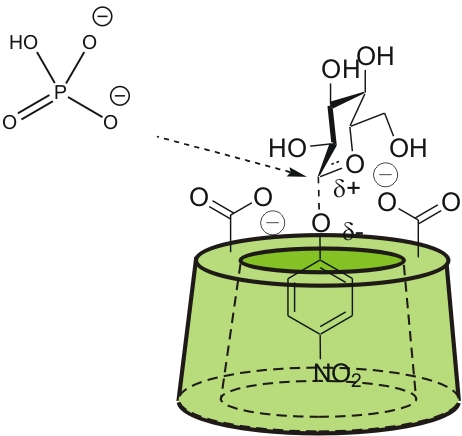
رسم تخطيطي للفوسفوريلاز الاصطناعي

الإنزيم الاصطناعي (بالإنجليزية: Artificial enzyme) هو جزيء عضوي اصطناعي أو أيون يعيد إنشاء واحدة أو أكثر من وظائف الإنزيم. إنه يسعى إلى تقديم التحفيز بالمعدلات والانتقائية الملحوظة في الإنزيمات الموجودة بشكل طبيعي.

## تاريخ
يحدث التحفيز الإنزيمي للتفاعلات الكيميائية بانتقائية عالية ومعدل. يتم تنشيط الركيزة في جزء صغير من جزيء الإنزيم الكبير يسمى الموقع النشط. هناك، يؤدي ربط الركيزة القريبة من المجموعات الوظيفية في الإنزيم إلى التحفيز من خلال ما يسمى بتأثيرات القرب. من الممكن إنشاء محفزات مماثلة من جزيئات صغيرة من خلال الجمع بين ربط الركيزة والمجموعات الوظيفية الحفزية. تقليديًا، تربط الإنزيمات الاصطناعية الركائز باستخدام مستقبلات مثل سيكلودكسترين، وإثيرات التاج، والكالكسارين.
لقد وسعت الإنزيمات الاصطناعية المعتمدة على الأحماض الأمينية أو الببتيدات مجال الإنزيمات الاصطناعية أو مقلدات الإنزيمات. على سبيل المثال، تحاكي بقايا الهستيدين السقالية بعض البروتينات المعدنية والإنزيمات مثل الهيموسيانين والتيروزيناز وأكسيداز الكاتيكول.
تم تصميم الإنزيمات الاصطناعية من الصفر عبر استراتيجية حسابية باستخدام برنامج Rosetta. أفاد منشور صدر في ديسمبر 2014 بوجود إنزيمات نشطة مصنوعة من جزيئات لا توجد في الطبيعة. وفي عام 2016، تم نشر فصل في كتاب بعنوان "الإنزيمات الاصطناعية: الموجة التالية".

## الإنزيمات النانوية
الإنزيمات النانوية هي مواد نانوية ذات خصائص تشبه الإنزيمات. لقد تم استكشافها لتطبيقات مثل الاستشعار الحيوي، والتصوير الحيوي، وتشخيص الأورام وعلاجها، ومكافحة الحشف الحيوي. 

### التسعينيات
في عامي 1996 و1997، دوغان وآخرون. اكتشف ديسموتاز الفائق أكسيد (SOD) الذي يحاكي أنشطة مشتقات الفوليرين.

### العقد الأول من القرن الحادي والعشرين
مصطلح "النانوزيم" تمت صياغته في عام 2004 من قبل فلافيو مانيا، فلورنس بودار هويلون، لوسيا باسكواتو، وباولو سكريمين. أرجعت مقالة مراجعة عام 2005 هذا المصطلح إلى "القياس مع نشاط البوليمرات الحفزية (الإنزيمات)"، استنادًا إلى "الكفاءة التحفيزية المتميزة لبعض الجسيمات النانوية الوظيفية المركبة". في عام 2006، تم الإبلاغ عن أن النانوسيريا (CeO 2 nanoparticles ) تمنع تنكس الشبكية الناجم عن البيروكسيدات داخل الخلايا (وسيط الأكسجين التفاعلي السام) في الفئران. واعتبر هذا بمثابة إشارة إلى طريق محتمل لعلاج أسباب معينة للعمى. في عام 2007، أعلن يان شيون وزملاؤه عن نشاط شبيه بالبيروكسيداز جوهري للجسيمات النانوية الحديدية المغناطيسية، على أنه يقترح نطاقًا واسعًا من التطبيقات، على سبيل المثال، في الطب والكيمياء البيئية، وصمم المؤلفون اختبارًا مناعيًا يعتمد على هذه الخاصية. استخدم Hui Wei وErkang Wang (2008) هذه الخاصية الخاصة بالجسيمات النانوية المغناطيسية سهلة الإعداد لإظهار التطبيقات التحليلية للجزيئات النشطة بيولوجيًا، واصفين اختبارًا لونيًا لبيروكسيد الهيدروجين ( H2O2</br> H2O2</br> H2O2 ) ومنصة حساسة وانتقائية للكشف عن الجلوكوز.

### 2010
اعتبارًا من عام 2016، ظهرت العديد من مقالات المراجعة. ظهر علاج بطول كتاب في عام 2015، وُصف بأنه يقدم "صورة واسعة للإنزيمات النانوية في سياق أبحاث الإنزيمات الاصطناعية"، وتضمن كتاب صيني لعام 2016 عن هندسة الإنزيمات فصلاً عن الإنزيمات النانوية.
تم الإبلاغ عن تطبيقات قياس الألوان لتقليد البيروكسيديز في مستحضرات مختلفة في عامي 2010 و2011، حيث تم الكشف، على التوالي، عن الجلوكوز (عن طريق أكسيد الجرافين المعدل بالكربوكسيل) وأشكال النوكليوتيدات المفردة (بطريقة خالية من الملصقات تعتمد على أوراق الهيمين - الجرافين النانوية الهجينة)،  مع مزايا من حيث التكلفة والراحة. تم الإبلاغ عن استخدام اللون لتصور أنسجة الورم في عام 2012، وذلك باستخدام تقليد البيروكسيديز للجسيمات النانوية المغناطيسية المطلية ببروتين يتعرف على الخلايا السرطانية ويرتبط بها.
أيضًا في عام 2012، تبين أن الأسلاك النانوية لخامس أكسيد الفاناديوم (الفاناديا، V2O5) تعمل على تثبيط الحشف الحيوي البحري عن طريق تقليد هالوبيروكسيداز الفاناديوم، مع فوائد بيئية متوقعة. أفادت دراسة أجريت في مركز مختلف بعد ذلك بعامين أن V2O5 يظهر تقليدًا لبيروكسيداز الجلوتاثيون في المختبر في خلايا الثدييات، مما يشير إلى التطبيق العلاجي المستقبلي. في نفس العام، تم الإبلاغ عن أن الفوليرين الكربوكسيلي المسمى C3 يكون واقيًا للأعصاب في نموذج رئيسي لمرض باركنسون.
في عام 2015، تم اقتراح جهاز نانوي فوق الجزيئي للتنظيم المتعامد الحيوي لنانوزيم فلز انتقالي، استنادًا إلى تغليف النانوزيم في طبقة أحادية من جسيمات الذهب النانوية المحبة للماء، وعزله بالتناوب عن السيتوبلازم أو السماح بالوصول وفقًا لجزيء مستقبل حراسة البوابة الذي تتحكم فيه الأنواع الضيفية المتنافسة. الجهاز، الذي يهدف إلى التصوير والتطبيقات العلاجية، ذو حجم محاكاة حيوية وكان ناجحًا داخل الخلية الحية، حيث يتحكم في تنشيط البروفلوروفور والعقار الأولي. وسيلة سهلة لإنتاج Cu(OH)2 تم الإبلاغ عن Cu(OH)2 أقفاص فائقة، إلى جانب عرض لتقليد البيروكسيديز الجوهري. تم وصف ترتيب "INazyme" ("النانوزيم المتكامل") السقالي، حيث تم تحديد موقع الهيمين (تقليد البيروكسيديز) مع أوكسيديز الجلوكوز (GOx) على مقربة من ميكرون فرعي، مما يوفر سلسلة إنزيم سريعة وفعالة تم الإبلاغ عنها كمراقبة الجلوكوز في خلايا الدماغ الدماغية ديناميكيًا في الجسم الحي. تم وصف طريقة لتأيين الجسيمات النانوية الغروية المستقرة الكارهة للماء، مع تأكيد تقليد إنزيمها في التشتت المائي.
تم الإعلان عن تجارب ميدانية في غرب أفريقيا لاختبار شريطي سريع ومنخفض التكلفة مضخم للجسيمات النانوية المغناطيسية لفيروس الإيبولا. تم الإبلاغ عن أن H2O2 يقوم بإزاحة الحمض النووي الملصق، الممتز إلى النانوسيريا،، إلى المحلول، حيث يتألق، مما يوفر اختبار الجلوكوز عالي الحساسية. تم استخدام النانوسيريا الشبيهة بالأكسيداز لتطوير المقايسات الحيوية ذاتية التنظيم. تم تطوير إنزيمات متعددة تحاكي اللون الأزرق البروسي لأغراض علاجية. تم نشر مراجعة لمحاكاة الإنزيمات المعتمدة على الإطار العضوي المعدني (MOF). تم استخدام الهيستيدين لتعديل أنشطة محاكاة البيروكسيديز لجسيمات أكسيد الحديد النانوية. تم تعديل أنشطة محاكاة البيروكسيديز لجسيمات الذهب النانوية عبر استراتيجية فوق الجزيئية للتفاعلات المتتالية. تم تطوير استراتيجية البصمة الجزيئية لتحسين انتقائية إنزيمات Fe3O4 النانوية ذات النشاط الشبيه بالبيروكسيداز. تم تطوير استراتيجية جديدة لتعزيز نشاط محاكاة البيروكسيديز لجسيمات الذهب النانوية باستخدام الإلكترونات الساخنة. صمم الباحثون أنزيمات نانوية تكاملية تعتمد على جسيمات الذهب النانوية مع كل من تشتيت رامان المعزز على السطح وأنشطة محاكاة البيروكسيديز لقياس الجلوكوز واللاكتات في الأنسجة الحية. تم تعديل نشاط محاكاة أوكسيديز السيتوكروم ج للجسيمات النانوية Cu2O عن طريق استقبال الإلكترونات من السيتوكروم ج. تم دمج جسيمات Fe3O4 النانوية مع أوكسيديز الجلوكوز لعلاج الأورام. تم استخدام الإنزيمات النانوية لثاني أكسيد المنغنيز كأصداف واقية للخلايا. تم الإبلاغ عن نانوزيم Mn3O4 لمرض باركنسون (النموذج الخلوي). تمت مراقبة التخلص من الهيبارين في الجرذان الحية باستخدام محاكيات البيروكسيداز ثنائية الأبعاد القائمة على MOF وببتيد AG73. تم تغليف أوكسيديز الجلوكوز وأنزيمات أكسيد الحديد النانوية داخل الهلاميات المائية متعددة الأجزاء من أجل التفاعلات الترادفية غير المتوافقة. وقد تم تطوير جهاز استشعار بيولوجي نانوي متتالي للكشف عن بكتيريا Enterobacter sakazakii القابلة للحياة. تم تطوير إنزيم نانوي متكامل من GOx@ZIF-8(NiPd) للتحفيز الترادفي. تم تطوير الإنزيمات النانوية القابلة للتحويل بالشحن. تم تطوير إنزيم نانوي لربط الحمض النووي الريبوزي (RNA) الانتقائي للموقع.ت م نشر عدد خاص بالإنزيمات النانوية في التقدم في الكيمياء الحيوية والفيزياء الحيوية. تم تطوير الإنزيمات النانوية Mn3O4 ذات القدرة على تطهير أنواع الأكسجين التفاعلية وأظهرت نشاطًا مضادًا للالتهابات في الجسم الحي. تم تقديم مقترح بعنوان "خطوة نحو المستقبل – تطبيقات مقلدات إنزيمات الجسيمات النانوية". تم الإبلاغ عن أنشطة أوكسيديز المعتمدة على الأوجه والأنشطة الشبيهة بالبيروكسيديز لجسيمات البلاديوم النانوية. وقد تم تطوير بنى نانوية متعددة الفروع كأنزيمات نانوية ثنائية الوظيفة. تم تطوير إنزيمات نانوية كربونية مغلفة بالفيريتين من أجل العلاج التحفيزي للورم. تم تطوير إنزيمات أكسيد النحاس النانوية لقتل البكتيريا بطريقة يتم التحكم فيها بالضوء. تمت دراسة النشاط الأنزيمي للـCNT المؤكسج. تم استخدام الإنزيمات النانوية لتحفيز أكسدة L-tyrosine وL-phenylalanine إلى الدوباكروم. تم تقديم الإنزيمات النانوية كبديل ناشئ للإنزيم الطبيعي للاستشعار الحيوي والمقايسات المناعية. تم اقتراح اختبار موحد للإنزيمات النانوية الشبيهة بالبيروكسيداز. تم استخدام النقاط الكمومية لأشباه الموصلات كأنزيمات نووية في انقسام الحمض النووي المحفز ضوئيًا بشكل انتقائي للموقع. تم إنشاء صفيفات مستشعرات ذات إطار عضوي معدني ثنائي الأبعاد تعتمد على الإنزيم النانوي للكشف عن الفوسفات وفحص التحلل المائي الأنزيمي. تم الإبلاغ عن مواد نانوية كربونية مشبعة بالنيتروجين كمقلدات محددة للبيروكسيداز. تم تطوير مصفوفات استشعار النانوزيم للكشف عن التحاليل من الجزيئات الصغيرة إلى البروتينات والخلايا. تم الإبلاغ عن وجود نانوزيم أكسيد النحاس لمرض باركنسون. تم تطوير حويصلات الإنزيم النانوي الشبيهة بالإكسوسوم لتصوير الأورام. تم نشر مراجعة شاملة عن الإنزيمات النانوية بواسطة مجلة Chemical Society Review. تم نشر تقرير مرحلي عن الإنزيمات النانوية. على سبيل المثال، تم تطوير الإشغال كواصف فعال للنشاط التحفيزي لمقلدات البيروكسيديز القائمة على أكسيد البيروفسكايت. تم نشر ورقة بحثية عن المراجعات الكيميائية حول الإنزيمات النانوية. تم استخدام استراتيجية الذرة الواحدة لتطوير الإنزيمات النانوية. تم الإبلاغ عن وجود نانوزيم للتحفيز الضوئي المتتالي الخالي من المعادن. نشرت مجلة Chemical Society Review مراجعة تعليمية عن الإنزيمات النانوية. تم الإبلاغ عن تفاعلات متسلسلة من الإنزيم النانوي لإصلاح ثاني أكسيد الكربون. تم استخدام عناقيد الذهب النانوية الشبيهة بالبيروكسيداز لمراقبة التصفية الكلوية. تم تطوير نانوزيم هجين من النحاس والكربون للعلاج المضاد للبكتيريا. تم تطوير أنزيم الفيريتين النانوي لعلاج الملاريا الدماغية. حسابات البحوث الكيميائية استعرضت الإنزيمات النانوية. تم تطوير استراتيجية جديدة تسمى تأثير الإجهاد لتعديل نشاط الإنزيم النانوي المعدني. تم استخدام الإنزيمات النانوية الزرقاء البروسية للكشف عن كبريتيد الهيدروجين في أدمغة الفئران الحية. تم الإبلاغ عن CeO2 الذي يشبه فوتولياز. افتتاحية عن الإنزيمات النانوية بعنوان "هل يمكن للإنزيمات النانوية أن يكون لها تأثير على الاستشعار؟" تم نشره.

### 2020
تم تطوير نانوزيم ذرة واحدة لإدارة الإنتان. تم تطوير نانوزيم ذرة واحدة يتم تجميعه ذاتيًا من أجل العلاج الديناميكي الضوئي للأورام. تم الإبلاغ عن وجود نانوزيم قابل للتحويل بالموجات فوق الصوتية ضد العدوى البكتيرية المقاومة للأدوية المتعددة. تم الإبلاغ عن وجود خلل في توازن H2O2 يعتمد على النانوزيم في علاج الأورام الديناميكي الكيميائي. تم تطوير نانوزيم أكسيد الإيريديوم للتفاعل المتتالي لعلاج الأورام. وصدر كتاب بعنوان علم الإنزيمات النانوية. تم تصميم إسفنجة نانوية تتخلص من الجذور الحرة لعلاج السكتة الإقفارية. نُشرت مراجعة مصغرة عن الإنزيمات النانوية المعتمدة على الذهب المترافق. تم تطوير أوراق SnSe النانوية كمقلدات لإنزيم الهيدروجين. تم الإبلاغ عن أن التوبويزوميراز المعتمد على نقطة الكربون الذي يحاكيه يقطع الحمض النووي. تم تطوير مصفوفات استشعار النانوزيم للكشف عن المبيدات الحشرية. تم استخدام الإنزيمات النانوية المتعامدة الحيوية لعلاج الأغشية الحيوية البكتيرية. تم تطوير نانوزيم الروديوم لعلاج أمراض القولون. تم تطوير إنزيم نانوي Fe-NC لدراسة التفاعلات الدوائية. تم تطوير نانوزيم بوليمري كعلاج ثانٍ للسرطان باستخدام الأشعة تحت الحمراء الحرارية الضوئية. تم الإبلاغ عن وجود نانوزيم Cu5.4O في العلاج المضاد للالتهاب. تم تطوير إنزيم نانوي CeO2ZIF-8 لعلاج الإصابات الناجمة عن إعادة ضخ الدم في السكتة الدماغية. تم استكشاف النشاط الشبيه بالبيروكسيداز لـ Fe3O4 لدراسة حركية التحفيز الكهربائي على مستوى الجزيء المفرد/الجسيم المفرد. تم تصنيع إنزيم نانوي Cu-TA لمسح أنواع الأكسجين التفاعلية من دخان السجائر. تم الإبلاغ عن أن مجموعة النحاس النانوية الشبيهة بالإنزيم المعدني لها أنشطة مضادة للسرطان والتصوير في وقت واحد. تم تطوير نانوزيم متكامل للعلاج المضاد للالتهاب. تم الإبلاغ عن نشاط تحفيزي معزز يشبه الإنزيم في ظل ظروف غير متوازنة لإنزيمات الذهب النانوية. تم اقتراح طريقة نظرية وظيفية للكثافة للتنبؤ بأنشطة الإنزيمات النانوية الشبيهة بالبيروكسيداز. تم تطوير نانوزيم مائي لبناء جهاز استشعار مناعي. تم تطوير نانوزيم يتم تناوله عن طريق الفم لعلاج مرض التهاب الأمعاء. تم الإبلاغ عن استراتيجية هندسية للنشاط تعتمد على اللجند لتطوير بيروكسيداز الجلوتاثيون، الذي يحاكي MIL-47 (V) للإطار المعدني العضوي النانوي للعلاج. تم تطوير إنزيم نانوي أحادي الموقع لعلاج الأورام. تم تطوير إنزيم نانوي يشبه SOD لتنظيم وظيفة الميتوكوندريا والخلايا العصبية. تم تطوير قفص التنسيق Pd12 كنانوزيم يشبه الأكسيداز منظم ضوئيًا. تم تطوير إنزيم نانوي يشبه أوكسيديز NADPH. تم تطوير نانوزيم يشبه الكاتلاز لعلاج الأورام. تم تطوير مادة لاصقة غنية بالعيوب ثاني كبريتيد الموليبدينوم / نانوزيم أكسيد الجرافين المخفض للنشاط المضاد للبكتيريا. تم تطوير الإنزيم النانوي MOF@COF للنشاط المضاد للبكتيريا. تم الإبلاغ عن الإنزيمات النانوية البلازمونية. تم تطوير الإنزيم النانوي المستجيب للبيئة الدقيقة للورم لعلاج الأورام. تم تطوير طريقة مستوحاة من هندسة البروتين لتصميم إنزيمات نانوية نشطة للغاية. نُشرت مقالة افتتاحية عن تعريف الإنزيمات النانوية. تم تطوير علاج النانوزيم لفرط حمض يوريك الدم والسكتة الدماغية. عالم الكيمياء نشر وجهة نظر حول الإنزيمات الاصطناعية والإنزيمات النانوية. تم نشر مراجعة حول المحفزات أحادية الذرة، بما في ذلك الإنزيمات النانوية أحادية الذرة. تم استخدام الهياكل النانوية ذات التركيب السطحي المختلط التي تشبه البيروكسيديز (MTex) والمبنية على أكسيد الحديد والحديد للقضاء على الأغشية الحيوية. تم تطوير إنزيم نانوي ذو حركية أفضل من البيروكسيديز الطبيعي. تم تطوير إنزيم نانوي ذاتي الحماية لمرض الزهايمر. تم تطوير إنزيمات CuSe النانوية لعلاج مرض باركنسون. تم تطوير إنزيم نانوي قائم على الكتلة النانوية. تم استخدام جسيمات الذهب النانوية الشبيهة بأكسيداز الجلوكوز الممزوجة مع الدكستران الحلقي في التحفيز اللامركزي. تم تطوير إنزيم أحادي الأكسجين نحاسي ثنائي النواة في الأطر العضوية المعدنية. تم نشر مراجعة حول التصميم عالي الكفاءة للإنزيمات النانوية. تم تطوير مقلدات بيروكسيداز Ni-Pt للتحليل الحيوي. تم الإبلاغ عن أن الإنزيم النانوي المعتمد على POM يحمي الخلايا من أنواع الأكسجين التفاعلية. تم استخدام استراتيجية البوابات لتحضير إنزيمات نانوية انتقائية. تم تطوير نانوزيم ذرة واحدة من المنغنيز لعلاج الأورام. تم تطوير نانوزيم غرافيتي يشبه الأكسيداز مستجيب لدرجة الحموضة من أجل القتل الانتقائي لبكتيريا هيليكوباكتر بيلوري. تم تطوير إنزيم نانوي أحادي الذرة محوره FeN3P. تم تعديل الأنشطة الشبيهة بالبيروكسيداز والكاتلاز في إنزيمات الذهب النانوية. تم تطوير إنزيمات نانوية من أكسيد السيريوم والجرافدين للعلاج الإشعاعي لسرطان المريء. تم استخدام هندسة العيوب لتطوير الإنزيم النانوي لعلاج الأورام. وصدر كتاب بعنوان الإنزيمات النانوية في الهندسة البيئية. تم تطوير نانوزيم البلاديوم أحادي الذرة لعلاج الأورام. تم تطوير نانوزيم يشبه بيروكسيداز الفجل الحار لعلاج الأورام. تم الإبلاغ عن آلية عمل الإنزيم النانوي المشابه لمادة GOx. تم نشر مراجعة حول الإنزيمات النانوية. تم الإبلاغ عن دراسة آلية على الإنزيم النانوي الشبيه بالنوكلياز. تم نشر منظور حول تعريف النانوزيم. تم تطوير إنزيمات الأبتانانوزيمات. ساعدت الإبر الدقيقة المحملة بالسيريا النانوزيم على إعادة نمو الشعر. تم استخدام نانوزيم البلاتين الشبيه بالكاتلاز لتحليل الحويصلات الصغيرة خارج الخلية. تم نشر كتاب عن الإنزيمات النانوية: التطورات والتطبيقات بواسطة مطبعة CRC. تم نشر مراجعة حول الدوران التحفيزي النانوزيمي. تم تطوير إنزيم النانو للتصوير الجزيئي المقياسي. تم تطوير نانوزيم Fe3O4/Ag/Bi2MoO6 قابل للتنشيط الضوئي لعلاج السرطان. تم الإبلاغ عن Co/C كمقلد لأكسيداز NADH. تم استخدام نانوزيم أكسيد الحديد لاستهداف الأغشية الحيوية المسببة لتسوس الأسنان. تم تطوير استراتيجية جديدة للإنزيمات النانوية عالية الأداء. وقد تم تطوير استراتيجية فحص حسابية عالية الإنتاجية لاكتشاف الإنزيمات النانوية الشبيهة بالـ SOD. تم نشر ورقة مراجعة بعنوان "الكيمياء التحليلية المدعمة بالنانوزيم" في مجلة الكيمياء التحليلية. تم الإبلاغ عن علاج يعتمد على الإنزيم النانوي لمرض النقرس. تم الإبلاغ عن استراتيجية مبنية على البيانات لاكتشاف الإنزيمات النانوية. تم استخدام النانوزيم الأزرق البروسي لتخفيف التنكس العصبي. تم تطوير نانوزيم ثنائي الذرة أحادي العنصر. تم تطوير طريقة هندسية للتكافؤ لتصميم البانوزيم المضاد للأكسدة للتطبيقات الطبية الحيوية. بالاشتراك مع الحمض النووي الريبوزي (RNA) المتداخل الصغير، تم استخدام السيريا نانوزيم في العلاج التآزري للأمراض التنكسية العصبية. تم الإبلاغ عن اختبار شامل للإنزيمات النانوية الشبيهة بالكاتلاز. تم تطوير مقايسة كريسبر المحفزة بالنانوزيم. تم تطوير علاج تحفيزي معزز ضوئيًا خاص بالورم يعتمد على النانوزيم. تم الإبلاغ عن إنزيمات نانوية أحادية الذرة لعلاج صدمات الدماغ. تم تطوير استراتيجية هندسة الحافة لتصنيع إنزيمات نانوية ذرة واحدة. وقد تم تطوير ذرة نانوية واحدة لتعديل البيئة الدقيقة للورم من أجل العلاج. تم اقتراح آلية جديدة لـ Fe3O4 الشبيه بالبيروكسيداز. تم الإبلاغ عن فيروس نباتي يقسم النانوزيم. تم اختيار الإنزيمات النانوية كواحدة من أفضل عشر تقنيات ناشئة في الكيمياء لعام 2022 وفقًا للاتحاد الدولي للكيمياء البحتة والتطبيقية. تم نشر كتاب بعنوان "الإنزيمات النانوية: التصميم والتوليف والتطبيقات" من قبل ACS. تم استخدام الإنزيمات النانوية لإزالة وتحلل المواد البلاستيكية الدقيقة. تم الإبلاغ عن وجود نانوزيم مكيف على البارد. تم استخدام أنزيم MOF-818 النانوي مع أنشطة تحاكي مضادات الأكسدة لعلاج الجروح المزمنة الناتجة عن مرض السكري. تم تطوير إنزيمات نانوية أحادية ذرة النحاس من أجل العلاج التحفيزي الخاص بالورم. تم استخدام التعلم الآلي للبحث عن الإنزيمات النانوية. تم تطوير كرة كربونية متوسطة المسام تشبه الإنزيم. تم الإبلاغ عن مزيج من DNAzyme وnanzyme. تم الإبلاغ عن وجود نانويزيم رو أحادي الذرة مستثار ضوئيًا يشبه البيروكسيديز. تم تطوير هيدروجيل نانويزيم بروبيوتيك لعلاج التهاب المهبل بالمبيضات. تم اقتراح طريقة لتحديد السرعة القصوى للنانوزيم الشبيه بالبيروكسيداز. تم الإبلاغ عن الإنزيمات النانوية المضادة للشيخوخة لعلاج تصلب الشرايين. تم نشر كتاب بعنوان "الإنزيمات النانوية الطبية الحيوية: من التشخيص إلى العلاج" بواسطة سبرينغر. مُنحت جائزة دالتون ديفيجن هورايزون لعام 2023 لمصمم النانوزيم عالي الأداء. تم تطوير العدسات اللاصقة التجميلية النانوية. تم الإبلاغ عن أن الفريتين الحيوي يعمل كأنزيمات نانوية طبيعية. تم تطوير إطار حسابي وتجريبي متكامل للفحص العكسي للإنزيمات النانوية. تم الإبلاغ عن وجود نانوزيم حديد ثنائي الذرة. تمت دراسة آلية النانوزيم الشبيه بالـ SOD المعتمد على نقطة الكربون. تم تطوير نانوزيم سيريا هجين لعلاج التهاب المفاصل. تم الإبلاغ عن وجود نانوزيم مراوانى لمرض باركنسون. تم الإبلاغ عن وجود نانوزيم أحادي الذرة تم تصميمه بأبعاد هندسية.

## أنظر أيضا
- كيمياء النانو
- جسم مضاد تحفيزي
- محاكاة حيوية
- كيمياء حيوية متعامدة
- أنابيب نانوية كربونية
- تحفيز
- نظرية الكثافة الوظيفية
- تطور موجه
- إنزيم
- فوليرين
- غرافين
- هيكل فلزي عضوي
- آلة جزيئية
- تولد تلقائي
- كيمياء الجزيئات الضخمة
- زيوليت